# William Anderson (ciclista)
William Anderson (Toronto, 6 settembre 1888 – Boston, 27 settembre 1928) è stato un pistard canadese.

## Palmarès

### Olimpiadi
- Bronzo a Londra 1908 nell'inseguimento a squadre.